# Capital
|  | Per a altres significats, vegeu «Capital (desambiguació)». |

En política una capital, també anomenada ciutat capital o capital política, és la ciutat o poble principal que està associada al govern d'una regió administrativa específica del qual és la seu. La ciutat capital és, en la majoria dels casos, la ciutat on es troben físicament les oficines governamentals i els recintes de reunió segons allò que estableixen les lleis respectives de les regions. Per extensió s'utilitza el mot per indicar una ciutat que en un cert àmbit te la preeminència (capital del ví, capital gai, capital de la cultura…) La paraula prové del llatí caput que significa «cap».
Habitualment, la capital d'un estat, país o regió sol concentrar alguns tipus de serveis de tipus administratiu, polític, sanitari, etc. També es pot donar el cas que diferents branques del govern es reparteixin en diferents ciutats de l'estat, país o regió, o que la capitalitat sigui itinerant. La capital moderna no sempre ha existit: a l'Europa occidental medieval, una forma «migratòria» de govern —l'anomenada cort itinerant— va ser més comuna.
Les seus del govern de les jurisdiccions subestatals sovint són anomenades capitals, encara que aquest és el cas dels estats amb un grau relatiu de federalisme o regionalisme en què les jurisdiccions subestatals gaudeixen de sobirania. Als estats unitaris es prefereix l'ús d'altres termes com per exemple «centre administratiu».
Una capital pot ser la població més gran en la seva àrea d'influència, però no sempre és així. De fet, hi ha molts casos en què una capital administra altres ciutats molt més importants pel que fa al nombre d'habitants. Exemples d'això són Washington als Estats Units (que té diverses ciutats més grosses, com per exemple Nova York o Los Angeles), o Berna a Suïssa, on tant Ginebra com Zúric tenen més població. Exemples de gran centralisme demogràfic, financer i de serveis són Londres respecte al Regne Unit, París respecte a França o Buenos Aires respecte a l'Argentina (on cada una d'aquestes ciutats –a l'àrea metropolitana– concentra més del 10% de la població de l'estat). El cas de Barcelona respecte a Catalunya és encara més marcat: la ciutat concentra en l'àrea metropolitana més de la meitat de la població catalana, amb pràcticament la total concentració de serveis.
L'atracció convergència de poder polític, econòmic o cultural no és comuna a tots els casos. Les capitals que exerceixen aquesta funció per motius de tradició a vegades són eclipsades en l'àmbit econòmic per ciutats rivals, com és el cas de Nanjing amb Xangai. El declivi d'una dinastia o una cultura també pot significar l'extinció de la seva ciutat capital, com en el cas de Babilònia i Cahokia. Moltes capitals actuals, com Nova Delhi, Abuja, Brasília, Canberra, Astanà, Islamabad, Ottawa i Washington D.C. són ciutats planejades que es van construir per establir-hi la seu d'un govern. Normalment acaben, degut a les seves inèrcies pròpies, acaben convertint-se en nous centres econòmics i comercials.
En un sentit més ampli de la paraula, una capital és la ciutat que té la preeminència en un camp social, cultural, econòmic o de qualsevol altra índole (per exemple, Milà és considerada com una de les capitals mundials de la moda); i en alguns casos fins i tot, aquesta capitalitat és un títol rotatiu, com es pot donar en els casos de la «Capital de la Cultura Catalana» o bé les Ciutats Geganteres de Catalunya que des de l'any 1985 cada any atorguen el títol «capital del món geganter» a una ciutat catalana.

## Tipus de capitals
- capital administrativa: on es troben les oficines i els ministeris del Govern i, en general, l'administració de l'Estat (com per exemple, Pretòria respecte a Sud-àfrica).
- capital judicial: on hi ha la seu del Tribunal Suprem (com per exemple, Brno a la República Txeca).
- capital legislativa: on hi ha la seu del Parlament (com per exemple, Ciutat del Cap a Sud-àfrica).
- capital oficial: la que la Constitució considera com a tal (com per exemple, Berlín, Londres o París).
- capital oficiosa: tot i que no és designada com a capital oficial de l'Estat, de fet actua com si ho fos (com per exemple, Cotonou a Benín).
- capital reial: on hi té la residència la família reial (com per exemple, Lobamba a Swazilàndia).

## Capitals acordades poc ortodoxes
Existeixen una sèrie de casos on els estats tenen múltiples capitals, i també hi ha diversos estats que no tenen capital. En altres casos, la capital oficial no és l'efectiva per raons pragmàtiques, és a dir, la ciutat coneguda com la capital no és la seu del govern. Ocasionalment, la capital oficial podria tenir la seu del govern, però no és l'origen geogràfic de la presa de decisions polítiques. La següent llista especifica els detalls observats en els Estats sobirans.
- Xile: Santiago és la capital tot i que el Congrés Nacional està ubicat a Valparaíso.[4]
- República Txeca: Praga és l'única capital constitucional. No obstant això, Brno és la llar de tres Tribunals dels més importants del país,[5] per la qual cosa és de facto la capital del Poder Judicial de la República Txeca.
- França: La Constitució francesa no reconeix cap ciutat capital de França. París és, de facto, capital de França (seu de la Presidència, el Govern, l'Assemblea Nacional i el Senat), però els congressos conjunts de les dues cambres del Parlament tenen lloc a Versalles.
- Alemanya: La capital oficial Berlín és seu del parlament i de les altes instàncies del govern. Tanmateix, diversos ministeris es troben a l'antiga capital de l'Alemanya Occidental, Bonn, que té ara el títol de ciutat federal. El poder judicial es divideix entre Karlsruhe, Kassel i Leipzig.
- Austràlia: a la fi del segle xx, dues ciutats es disputaven el fet d'aconseguir la capitalitat del país: Sydney i Melbourne. El govern australià va optar finalment per una solució salomònica: ni l'una ni l'altra, sinó una ciutat equidistant d'ambdues, Canberra.
- Malàisia: Kuala Lumpur és la capital constitucional, però el centre administratiu federal es va traslladar a uns treinta quilòmetres al sud de Putrajaya a la fi de l'any 1990. No obstant, el Parlament de Malàisia se segueix trobant a Kuala Lumpur.
- Myanmar (Birmània): Naypyidaw va ser designada la capital del país el 2005, el mateix any en què fou fundada, però la majoria de les oficines governamentals i ambaixades són encara a Yangon (Rangun).
- Nauru: Un petit país de només 21 quilòmetres quadrats, no té una ciutat capital diferenciada i, en el seu lloc, té un districte capital.
- Sri Lanka: Sri Jayawardenapura Kotte és la capital oficial i la ubicació del parlament, mentre que l'antiga capital, Colombo, ara és designada com la capital comercial. Tanmateix, moltes oficines de govern es troben encara a Colombo. Ambdues ciutats estan al districte de Colombo.
- Sud-àfrica: La capital administrativa és Pretòria, la capital legislativa és Ciutat del Cap i la capital judicial és Bloemfontein, com a resultat de la transacció que va crear la Unió de Sud-àfrica el 1910. Aquest fet converteix el país africà en l'únic del món que té tres capitals.[6]
- Suïssa: Berna és la ciutat federal de Suïssa i funciona com a capital de facto. Tanmateix, el Tribunal Suprem Federal de Suïssa es troba a Lausana.
- Tanzània: Dodoma va ser designada la capital del país el 1973, però la majoria de les oficines governamentals i ambaixades es troben encara a Dar es Salaam.
- Mònaco, Singapur i el Vaticà són ciutats estat i, per tant, no tenen una capital diferenciada del mateix conjunt del país.
- Pitcairn: Adamstown és, de facto, la capital perquè és l'únic lloc habitat del territori.
- Turquia: la capital era Istanbul (anteriorment, Constantinoble, capital dels diferents regnes que governaren la zona), però el 1923 els revolucionaris que van establir la república van traslladar la capital a Ankara.

### Capitals que no són la seu del govern
- Benín: Porto-Novo és la capital, però Cotonou és la seu de govern.
- Bolívia: Sucre és el capital constitucional, però la major part del governs nacional ja fa temps que va abandonar aquesta regió per La Paz.
- Costa d'Ivori: Yamoussoukro va ser designada la capital del país el 1983, però la majoria de les oficines governamentals i ambaixades es troben encara a Abidjan.
- El Països Baixos: Amsterdam és la capital constitucional nacional malgrat que el govern neerlandès, el parlament, el tribunal suprem i el palau residencial del rei es troben a la Haia.

### Els organismes internacionals
- Unió Europea: Brussel·les és generalment considerada com la capital de la Unió Europea pel fet d'allotjar les principals Institucions de la Unió, la Comissió Europea, el Consell Europeu i el Consell de Ministres (que és també la meitat de la branca legislativa), juntament amb la majoria dels treballs del Parlament Europeu (que estan formalment a Estrasburg, on es fan les sessions plenàries mensuals). La UE no ha declarat una capital, expressis verbis però l'acord de Brussel·les, d'acollir la majoria de les institucions polítiques, és definit pel Tractat d'Amsterdam, que també dona les institucions judicials a Luxemburg i el Banc Central a Frankfurt. En aquest sentit, podria ser comparat amb la divisió de la capital de la naturalesa de Sud-àfrica.
- Nacions Unides: Nova York és la principal seu de les reunions dels més alts òrgans de les Nacions Unides, però gran part de la seva estructura se situa en altres ciutats, com Ginebra, Viena i la Haia.

## La capital com a símbol
Amb l'auge dels imperis moderns i el concepte de nació, el concepte de capital s'ha convertit en un símbol per l'estat i el seu govern. A diferència de les ciutats medievals, que eren considerades aquelles on el monarca establia la seva cort, l'elecció, desplaçament, fundació o captura d'una capital moderna és un tema emocional. Per exemple:
- La ciutat quasi deshabitada i ruïnosa d'Atenes va ser declarada capital de la nova Grècia independent degut a la visió romàntica que es tenia de reviure la glòria de la Grècia Antiga. Cosa semblant va passar amb la Reunificació alemanya posterior a la Guerra Freda amb la designació de nou de Berlín com a capital d'Alemanya. Una altra capital que va recuperar el seu estatus va ser Moscou després de la Revolució d'Octubre de 1917.
- L'elecció o fundació d'una ciutat capital neutral (deslligada d'una identitat política o regional) tenia com a objectiu mostra la unitat interna dels nous estats quan Berna, Canberra, Madrid,[7] Ottawa i Washington D.C. van obtenir aquest estatut. La ciutat de Nova Delhi, construïda pels colons anglesos, representa simultàniament un trencament i una continuïtat amb el passat: la localització a Delhi engloba algunes de les antigues capitals imperials, com Indraprastha, Dhillika i Shahjahanabad, però amb la marca de l'estil anglès amb què es va dissenyar la nova capital.
- Durant la Guerra Civil Americana, es van gastar grans quantitats de recursos en defensar la posició de Washington D.C., que estaca envoltada pels Estats Confederats d'Amèrica, d'un atac confederat, quan l'aleshores petit govern federal s'hagués pogut traslladar amb relativa facilitat.

## Major distància de la capital

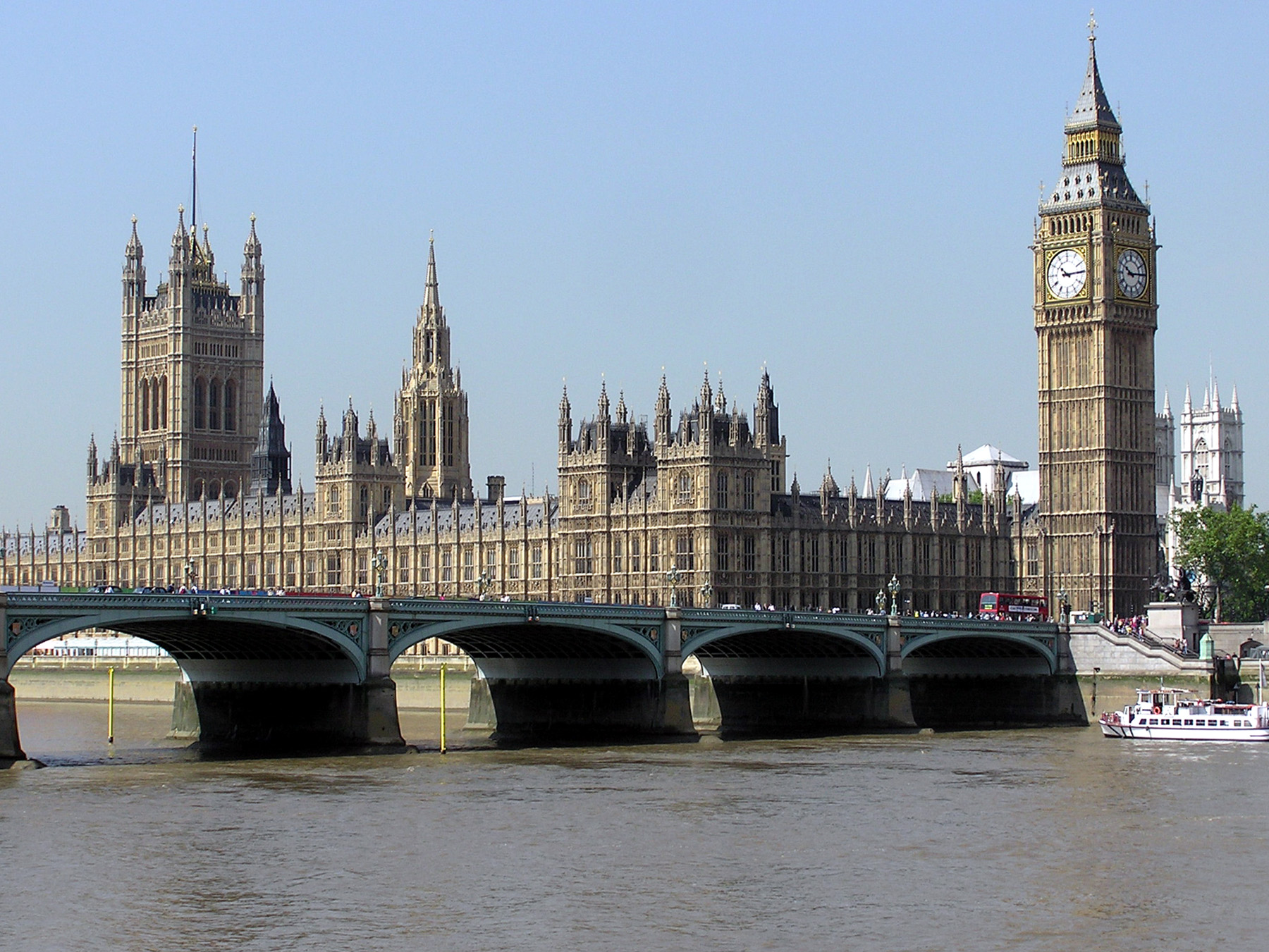
Les cases del Parlament i la torre del Big Ben, a la capital del Regne Unit, Londres.

La distància més llarga entre una capital i la part més remota del país és la distància entre París i Nova Caledònia (França), amb 16.760 quilòmetres.
Altres distàncies grans són:
- De Londres a les illes Pitcairn (Regne Unit), 14.900 km
- De Washington DC a l'illa Attu (Estats Units), 7.800 km
- De Moscou a Kunaixir (Rússia), 7050 km

## Distàncies entre capitals
Més pròximes
Les dues capitals d'estats sobirans més pròximes són la Ciutat del Vaticà (Vaticà) i Roma (Itàlia), la primera de les quals es troba a l'interior de l'altra (la distància entre els punts centrals, la Plaça de Sant Pere i la Piazza Venezia, és d'uns 2 km.
Més llunyanes
La distància més llarga entre una capital d'un estat sobirà i la més propera és de 2.300 km, entre Wellington (Nova Zelanda) i Canberra (Austràlia).
La distància més llarga entre les capitals de dos estats sobirans que comparteixen frontera és de 6.423 km, entre Pyongyang (Corea del Nord) i Moscou (Rússia).

## Les capitals a més altitud
Entre les ciutats-capital que es troben a més altitud sobre el nivell del mar, hi ha la de Bolívia, la de la regió-autònoma del Tibet i la capital històrica del Perú:
- La Paz, Bolívia, 3.650 msnm: la Paz, oficialment, Nuestra Señora de La Paz és la capital del Departament de La Paz i seu del govern.
- Lhasa, Xina, 3.650 msnm: Lhasa és la capital de la Regió Autònoma del Tibet dins la República Popular de la Xina, i capital tradicional del Tibet.
- Cuzco, Perú, 3.399 msnm: la ciutat del Cuzco o Cusco és la capital històrica i capital de la regió homònima; i va ser la capital de l'Imperi Inca.

## Capitals més petites i més grans del món

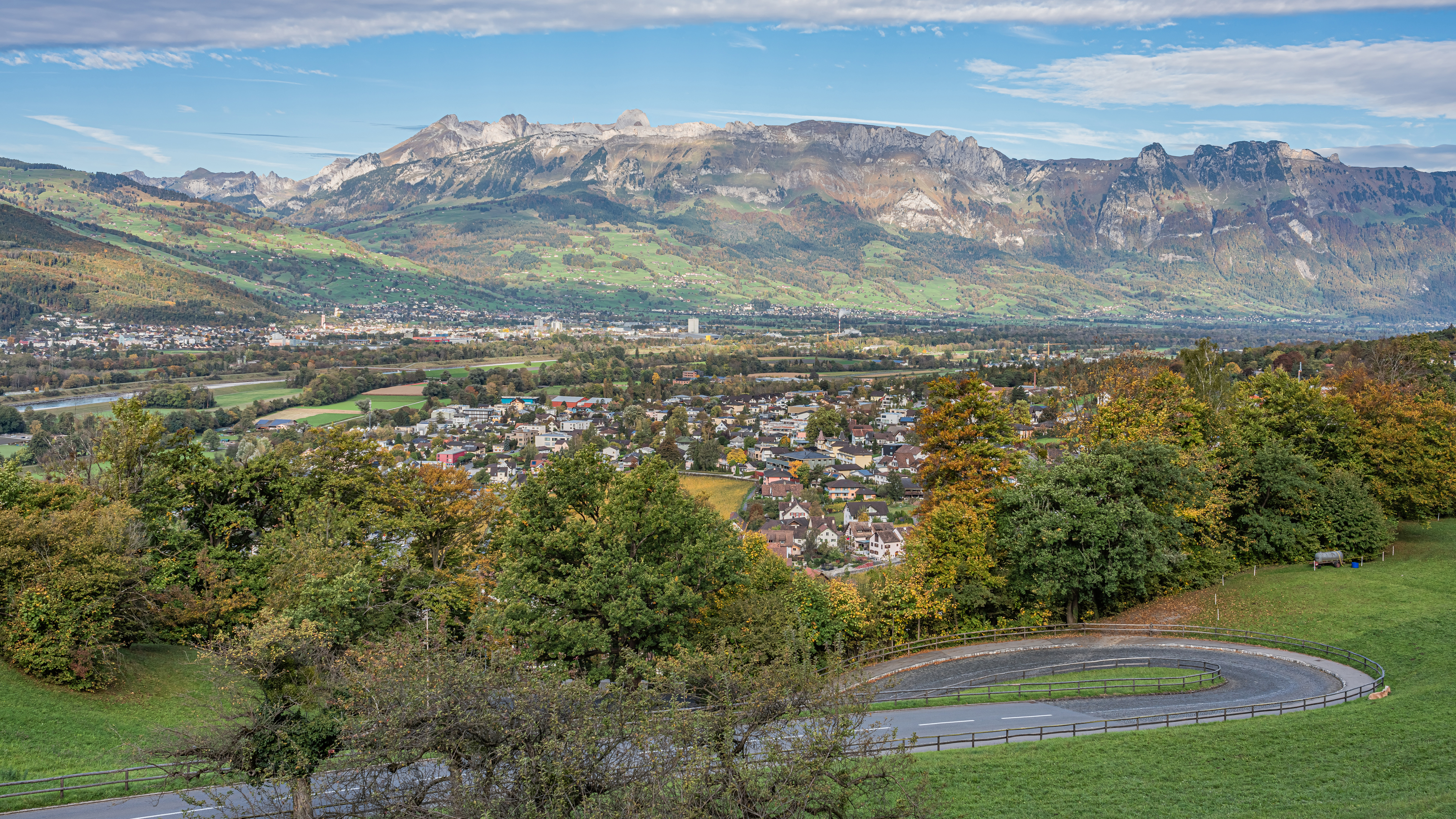
Vaduz

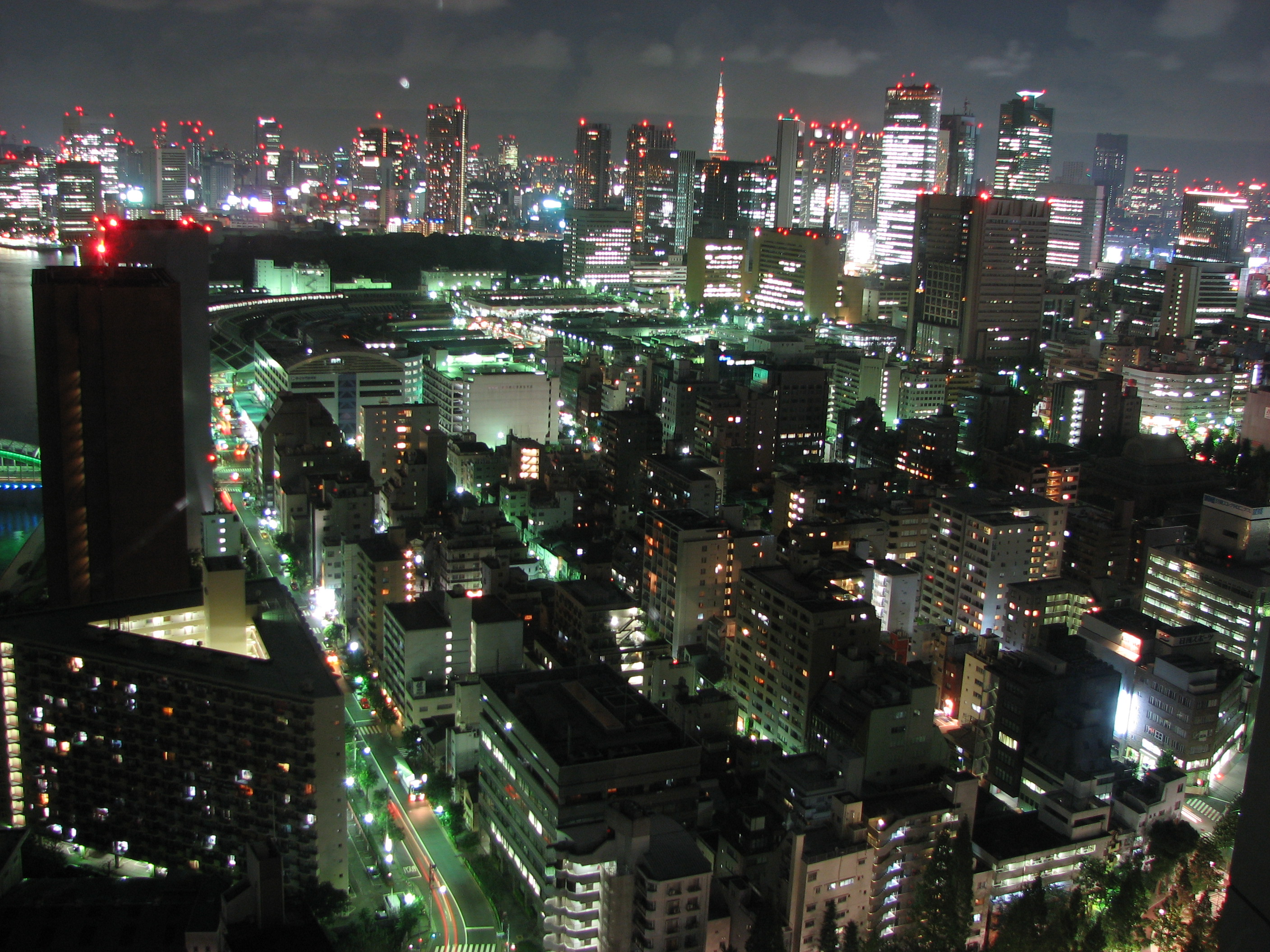
Tòquio

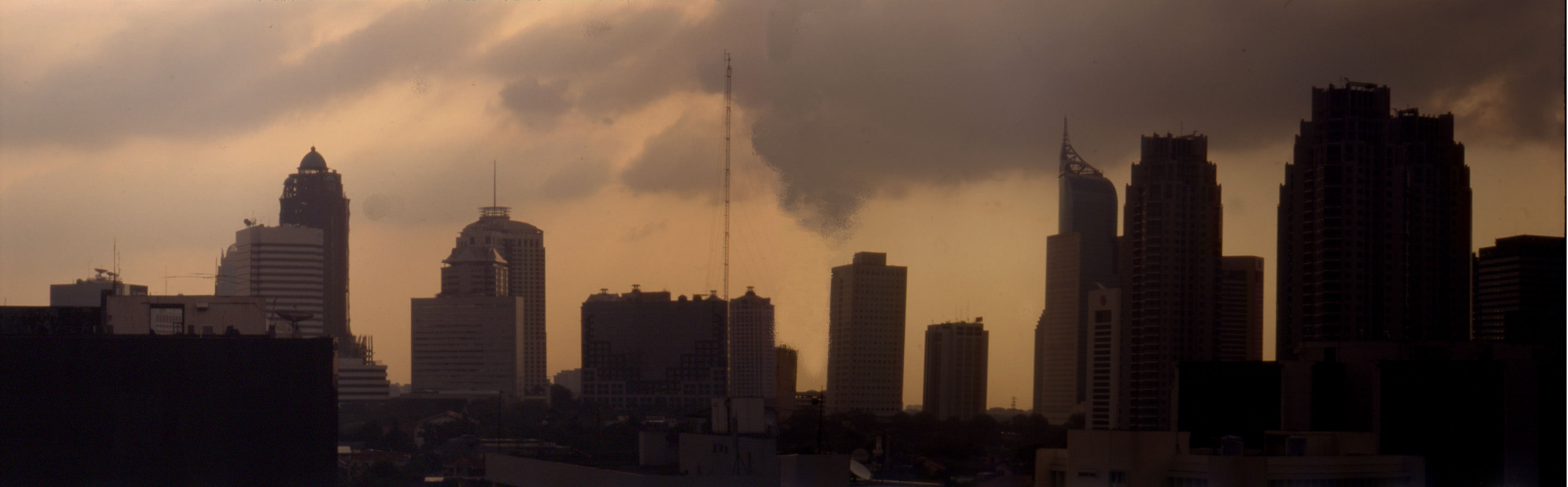
Jakarta

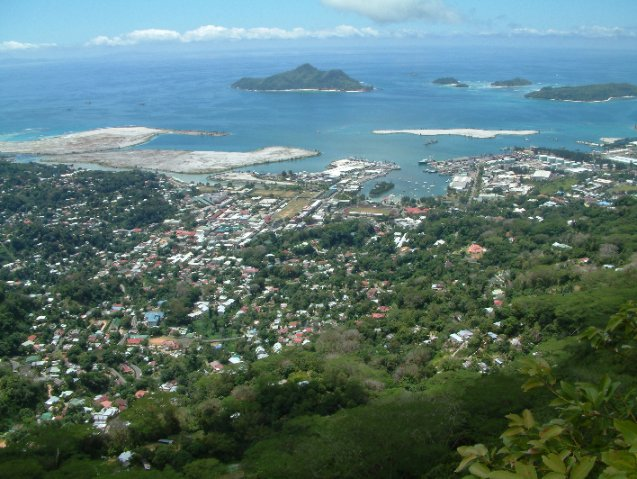
Victòria

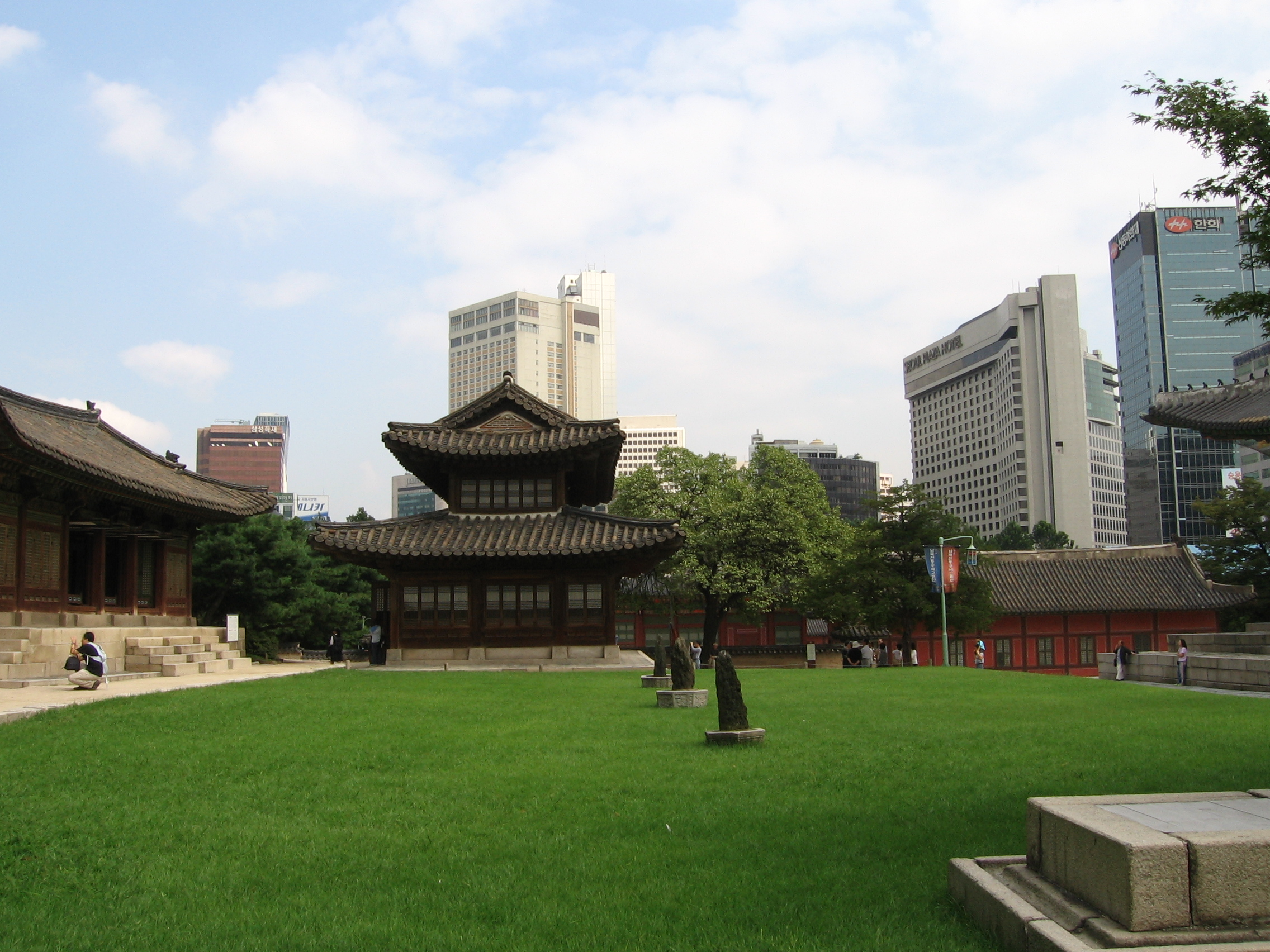
Seül

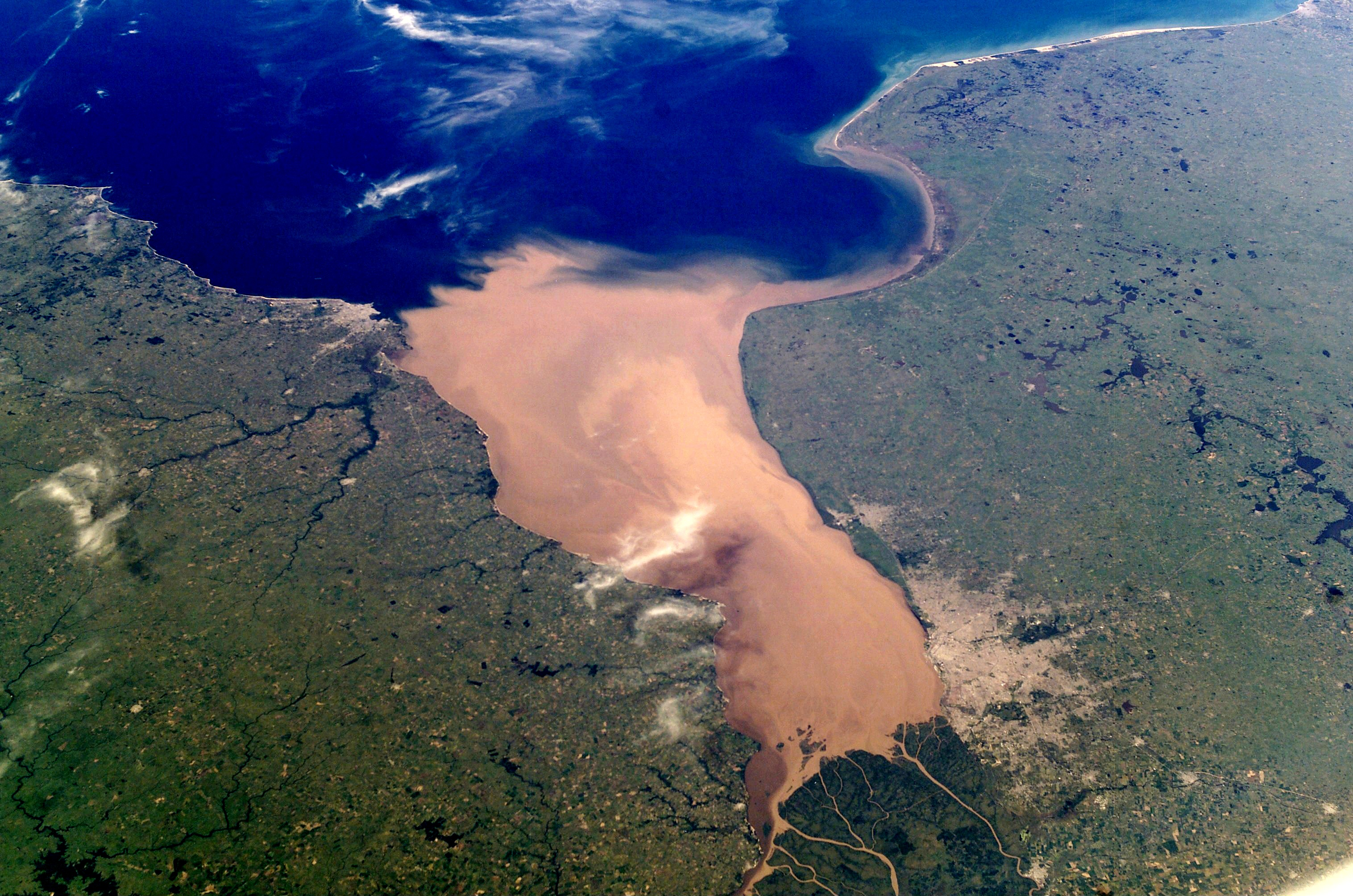
Buenos Aires i Montevideo

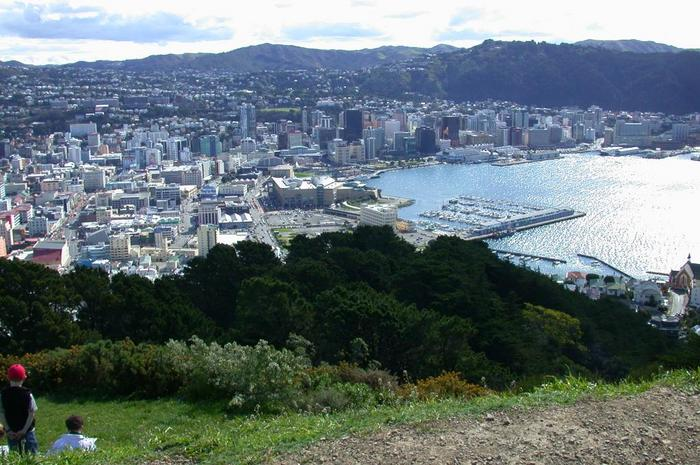
Wellington

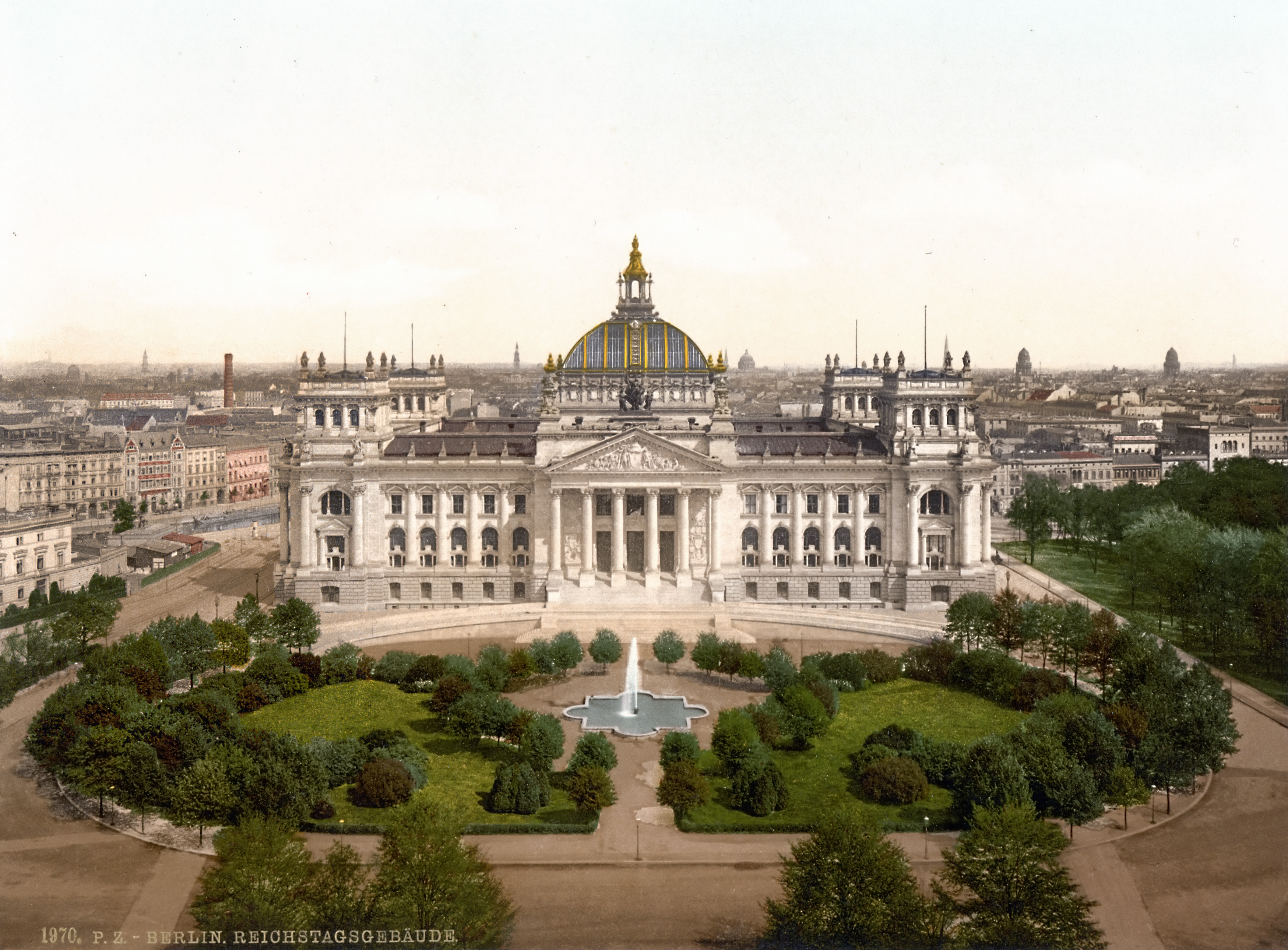
Berlín al voltant de 1900

Tots els càlculs provenen de World Gazetteer.

### Les cinc capitals més petites (sense aglomeració)
| Capital        | Població | Estat         | Comentaris    |
| -------------- | -------- | ------------- | ------------- |
| Melekeok       | 520      | Palau         | 2009 (càlcul) |
| Funafuti       | 5.093    | Tuvalu        | 2009 (càlcul) |
| Vaduz          | 5.107    | Liechtenstein | 2009 (càlcul) |
| Saint George's | 5.203    | Grenada       | 2009 (càlcul) |
| Palikir        | 7.447    | Micronèsia    | 2009 (càlcul) |

### Les cinc capitals més grans (sense aglomeració)
| Capital | Nombre d'habitants | Estat         | Comentari        |
| ------- | ------------------ | ------------- | ---------------- |
| Manila  | 11.165.131         | Filipines     | 2009 (càlcul)    |
| Moscou  | 10.494.522         | Rússia        | el 2009 (Càlcul) |
| Dacca   | 10.468.510         | Bangladesh    | 2009 (càlcul)    |
| Seül    | 9.660.532          | Corea del Sud | 2009 (càlcul)    |
| Tòquio  | 8.704.569          | Japó          | 2009 (càlcul)    |

### Les cinc capitals més grans (amb aglomeració)
| Capital         | Nombre d'habitants | Estat         | Comentari     |
| --------------- | ------------------ | ------------- | ------------- |
| Tòquio          | 37.468.203         | Japó          | 2009 (càlcul) |
| Ciutat de Mèxic | 23.293.783         | Mèxic         | 2009 (càlcul) |
| Seül            | 22.456.200         | Corea del Sud | 2009 (càlcul) |
| Manila          | 19.888.419         | Filipines     | 2009 (càlcul) |
| Jakarta         | 18.924.470         | Indonèsia     | 2009 (càlcul) |

### Les capitals més petites per continents
| Continent        | Capital        | Nombre d'habitants | Estat             | Comentari     |
| ---------------- | -------------- | ------------------ | ----------------- | ------------- |
| Àfrica           | Victòria       | 21.937             | Seychelles        | 2009 (càlcul) |
| Àsia             | Masqat         | 25.690             | Oman              | 2009 (càlcul) |
| Europa           | Vaduz          | 5.107              | Liechtenstein     | 2009 (càlcul) |
| Amèrica del Nord | Saint George's | 5.203              | Grenada           | 2009 (càlcul) |
| Oceania          | Melekeok       | 520                | Palau             | 2009 (càlcul) |
| Sud-amèrica      | Port-of-Spain  | 50.044             | Trinitat i Tobago | 2009 (càlcul) |

### Les capitals més grans per continents (sense aglomeració)
| Continent        | Capital         | Nombre d'habitants | Estat       | Comentari     |
| ---------------- | --------------- | ------------------ | ----------- | ------------- |
| Àfrica           | Kinshasa        | 9.518.988          | D. R. Congo | 2009 (càlcul) |
| Àsia             | Manila          | 11.165.131         | Filipines   | 2009 (càlcul) |
| Europa           | Moscou          | 10.494.522         | Rússia      | 2009 (càlcul) |
| Amèrica del Nord | Ciutat de Mèxic | 8.587.132          | Mèxic       | 2009 (càlcul) |
| Oceania          | Canberra        | 331.755            | Austràlia   | 2009 (càlcul) |
| Sud-amèrica      | Lima            | 7.902.851          | Perú        | 2009 (càlcul) |

### Les capitals més grans per continents (amb aglomeració)
| Continent        | Capital         | Nombre d'habitants | Estat        | Comentari     |
| ---------------- | --------------- | ------------------ | ------------ | ------------- |
| Àfrica           | El Caire        | 16.254.102         | Egipte       | 2009 (càlcul) |
| Àsia             | Tòquio          | 37.468.203         | Japó         | 2009 (càlcul) |
| Europa           | Moscou          | 14.837.510         | Rússia       | 2009 (càlcul) |
| Amèrica del Nord | Ciutat de Mèxic | 23.293.783         | Mèxic        | 2009 (càlcul) |
| Oceania          | Wellington      | 367.046            | Nova Zelanda | 2009 (càlcul) |
| Sud-amèrica      | Buenos Aires    | 14.393.015         | Argentina    | 2009 (càlcul) |

### Les cinc capitals més grans al voltant de 1900
| Capital | Nombre d'habitants | Estat                 | Comentari           |
| ------- | ------------------ | --------------------- | ------------------- |
| Londres | 6.506.889          | Regne Unit            | 1901                |
| París   | 2.714.068          | França                | 1901                |
| Berlín  | 2.040.148          | Alemanya              | 1905                |
| Tòquio  | 1.818.700          | Japó                  | el 1904 (Estimació) |
| Viena   | 1.769.137          | Imperi Austrohongarès | 1900                |

## Capitals que no són les ciutats més grans del seu país
En total hi ha en aquest moment 38 estats al món en què les capitals no són les més grans en nombre d'habitants. Són els següents:
| Estat               | Capital         | Nombre d'habitants | Ciutat més gran         | Nombre d'habitants |
| ------------------- | --------------- | ------------------ | ----------------------- | ------------------ |
| Guinea Equatorial   | Malabo          | 155.963 (2005)     | Bata                    | 173.046 (2005)     |
| Austràlia           | Canberra        | 356.120 (2006)     | Sydney                  | 3.641.422 (2006)   |
| Bèlgica             | Brussel·les     | 145.917 (2007)     | Anvers                  | 466.203 (2007)     |
| Belize              | Belmopan        | 8.130 (2000)       | Belize Centre           | 49.050 (2000)      |
| Bolívia             | Sucre           | 193.873 (2001)     | Santa Cruz De La Sierra | 1.116.059 (2001)   |
| Brasil              | Brasília        | 2.455.903 (2007)   | São Paulo               | 11.037.593 (2009)  |
| Xina                | Pequín          | 6.892.000 (2000)   | Xangai                  | 8.954.435 (2000)   |
| Equador             | Quito           | 1.399.814 (2006)   | Guayaquil               | 2.157.853 (2005)   |
| Costa d'Ivori       | Yamoussoukro    | 200.650 (2005)     | Abidjan                 | 3.692.570 (2005)   |
| Gàmbia              | Banjul          | 33.422 (2009)      | Serekunda               | 380.416 (2009)     |
| Índia               | Nova Delhi      | 11.505.196 (2007)  | Mumbai                  | 13.073.926 (2007)  |
| Canadà              | Ottawa          | 812.129 (2006)     | Toronto                 | 2.651.717 (2008)   |
| Kazakhstan          | Astanà          | 389.189 (2008)     | Almati                  | 1.328.362 (2008)   |
| Kiribati            | Bairiki         | 2.766 (2005)       | Betio                   | 12.509 (2005)      |
| Kuwait              | Kuwait          | 32.403 (2005)      | Dschalib-as-schuyuch    | 179.264 (2005)     |
| Malta               | La Valletta     | 6.315 (2005)       | Birkirkara              | 21.755 (2005)      |
| Marroc              | Rabat           | 1.622.860 (2004)   | Casablanca              | 2.933.684 (2004)   |
| Micronèsia          | Palikir         | 6.444 (2000)       | Weno                    | 13.802 (2000)      |
| Myanmar             | Pyinmana        | 97.400 (2005)      | Rangun                  | 4.572.948 (2005)   |
| Nova Zelanda        | Wellington      | 178.680 (2006)     | Auckland                | 395.982 (2006)     |
| Nigèria             | Abuja           | 182.418 (2007)     | Lagos                   | 9.229.944 (2007)   |
| Oman                | Masqat          | 24.983 (2003)      | Sib                     | 223.449 (2003)     |
| Pakistan            | Islamabad       | 673.766 (2009)     | Karachi                 | 12.827.927 (2009)  |
| Palau               | Melekeok        | 391                | Koror                   | 11.200             |
| Filipines           | Manila          | 1.660.714 (2007)   | Quezon City             | 2.679.450 (2007)   |
| San Marino          | San Marino      | 4.386 (2007)       | Serravalle              | 9.966 (2007)       |
| Suïssa              | Berna           | 122.900 (2008)     | Zúric                   | 365.100 (2008)     |
| Sud-àfrica          | Pretòria        | 1.757.505 (2007)   | Ciutat del Cap          | 3.660.197 (2007)   |
| Sudan               | Khartum         | 2.207.794 (2007)   | Omdurman                | 3.127.802 (2007)   |
| Swazilàndia         | Mbabane         | 76.218 (2005)      | Manzini                 | 110.537 (2005)     |
| Síria               | Damasc          | 1.580.909 (2006)   | Alep                    | 1.626.218 (2006)   |
| Tanzània            | Dodoma          | 159.193 (2002)     | Dar es Salaam           | 2.398.509 (2002)   |
| Trinitat i Tobago   | Port-of-Spain   | 49.657             | Chaguanas               | 72.159             |
| Turquia             | Ankara          | 3.894.182 (2008)   | Istanbul                | 10.878.360 (2008)  |
| Emirats Àrabs Units | Abu Dhabi       | 603.492 (2005)     | Dubai                   | 1.137.347 (2005)   |
| Estats Units        | Washington D.C. | 588.292 (2007)     | Nova York               | 8.274.527 (2007)   |
| Vietnam             | Hanoi           | 1.472.717 (2007)   | Ho Chi Minh             | 3.525.282 (2007)   |

## Capitals més poblades del món
En molts casos la capital d'un país és també la ciutat del país més poblada.
De les 20 ciutats més poblades del món, les dues primeres no són les capitals respectives dels seus països (per exemple, Bombai a l'Índia, car la capital és Delhi, i Xangai a la Xina, ja que la capital és Pequín), però 14 sí que en són la capital:
| Posició | Ciutat          | País                            | Població   |
| ------- | --------------- | ------------------------------- | ---------- |
| 3       | Karachi         | Pakistan                        | 12.991.000 |
| 4       | Delhi           | Índia                           | 12.259.230 |
| 5       | Istanbul        | Turquia                         | 11.372.613 |
| 7       | Moscou          | Rússia                          | 10.508.971 |
| 8       | Seül            | Corea del Sud                   | 10.456.034 |
| 9       | Pequín          | República Popular de la Xina    | 10.123.000 |
| 10      | Ciutat de Mèxic | Mèxic                           | 8.841.916  |
| 11      | Tòquio          | Japó                            | 8.795.000  |
| 12      | Jakarta         | Indonèsia                       | 8.489.910  |
| 15      | Lagos           | Nigèria                         | 7.937.932  |
| 16      | Teheran         | Iran                            | 7.873.000  |
| 17      | Kinshasa        | República Democràtica del Congo | 7.843.000  |
| 18      | Lima            | Perú                            | 7.605.742  |
| 19      | Londres         | Regne Unit                      | 7.556.900  |
| 20      | Bogotà          | Colòmbia                        | 7.259.597  |

## Llistes de capitals
- Llista de capitals d'estats independents
- Llista de capitals de comarca dels Països Catalans
- Llista de capitals europees